# Giovan Battista Aleotti
Giovanni Battista Aleotti, conocido como el Argenta (Argenta, 1546 - Ferrara, 12 de diciembre de 1636), fue un arquitecto, ingeniero militar e ingeniero hidráulico italiano, que durante gran parte de su carrera trabajó en Ferrara en la corte de Alfonso II de Este. En Ferrara, diseñó la fachada de la Universidad en 1610 con Alessandro Balbi y también diseñó una nueva fachada en la Rocca di Scandiano y contribuyó al diseño de las fachadas de los Palazzi Bentivoglio y Bevilacqua-Costabili. Es recordado también por sus creaciones en Parma, como el Teatro Farnesio (1618-1628) y, con la ayuda de su alumno Giovanni Battista Magnani, la iglesia hexagonal de Santa Maria del Quartiere (1604-1619). 

## Biografía y obras

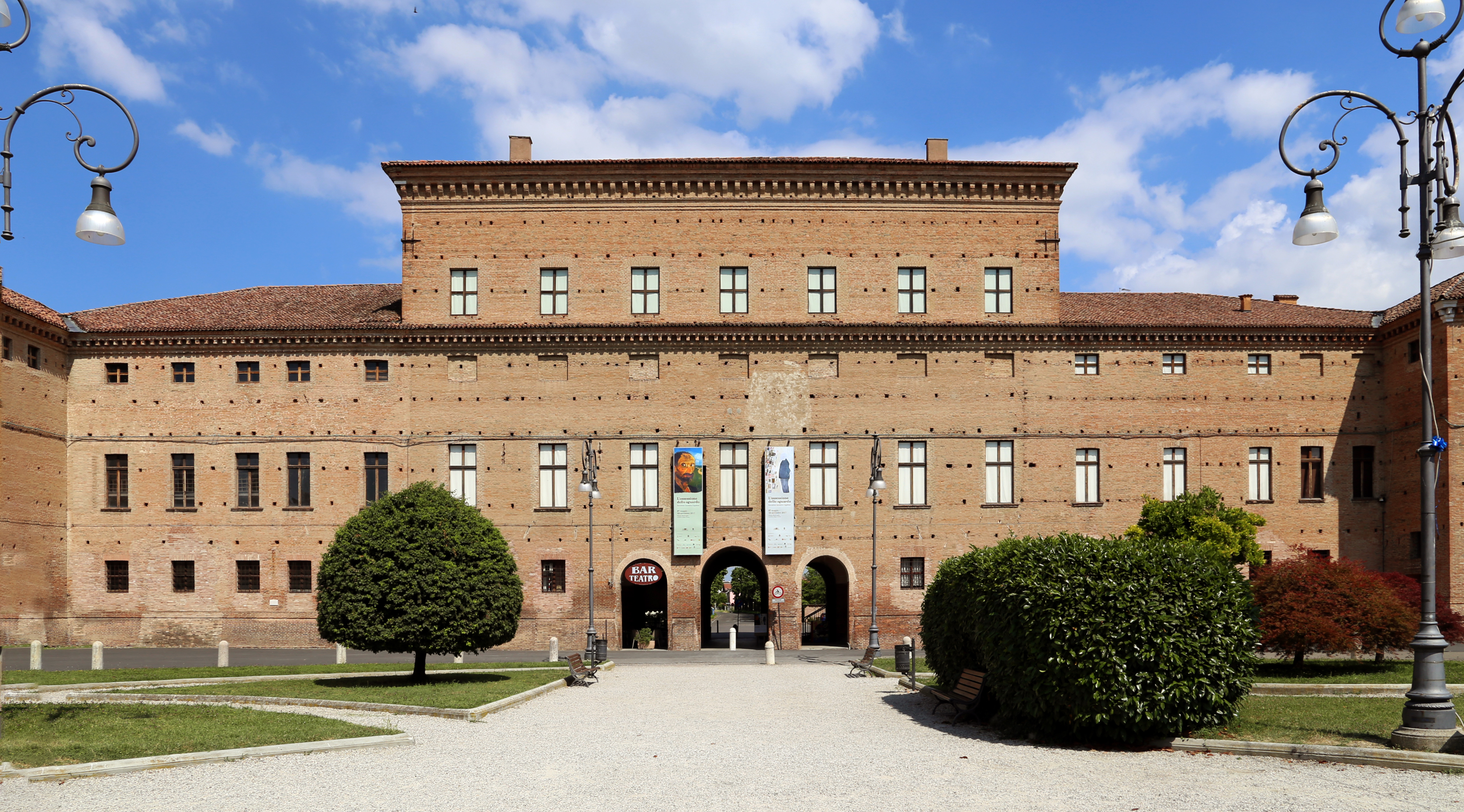
Palacio Bentivoglio en Gualtieri

Giovanni Battista Aleotti nació en Argenta en 1546, hijo de Vincenzo Aleotti. En 1560 se trasladó a Ferrara donde profundizó sus estudios de arquitectura y de matemáticas. Sus primeras obras documentadas se refieren a los levantamientos topográficos de las tierras del Polesine realizadas en 1566, mientras que las primeras experiencias como arquitecto tuvieron lugar en 1575, al servicio del duque Alfonso II de Este como aprendiz de arquitecto y agrimensor bajo la dirección del marqués Cornelio Bentivoglio, comisario general del duque. Luego se convirtió en ingeniero ducal, en el cargo que había sido de su maestro Galasso Alghisi.
Aleotti, conocido como «el Argenta» por su lugar de origen, debutó así como perito agrimensor e hidráulico, y desde ese momento, además de la primera nivelación del Po en 1574, realizó intervenciones de restauración o de terminación, o la dirección técnica, de obras diseñadas por terceros. Realizó las restauraciones del Castillo y del Teatro de la Corte, y dirigió las obras de la fortaleza de Mont'Alfonso cerca de Castelnuovo di Garfagnana (1579) y el castillo de Mesola (1579-1583), una de las llamadas delicias de Este, ambos basadas en diseños de Marcantonio Pasi, y también supervisó la construcción de los baluartes de San Pietro y  "sin nombre" de las murallas de Ferrara. Gracias sobre todo al profundo conocimiento de la obra Delle Fortificazioni de Galasso Alghisi, Aleotti entró dignamente en el campo de las obras de defensa militar, que entonces se estaban construyendo según reglas precisas codificadas durante ciento cincuenta años por arquitectos como  Francesco di Giorgio Martini, Antonio da Sangallo, Francesco De Marchi, Francesco Paciotti. Otras enseñanzas ciertamente llegaron a Aleotti a partir de los tratados del siglo XVI, de la edición de Vitruvio de Daniele Barbaro, pero sobre todo por tratadistas como Sebastiano Serlio, Jacopo Barozzi llamado el Vignola y Andrea Palladio. 
El tratado de Serlio parece ser el punto de referencia más recurrente en los diseños de Aleotti; de hecho, la planta del palacio de Gualtieri deriva claramente de uno de los publicados por Serlio en el tercer libro Delle Antiquità, así como la planta de la iglesia proyectada para la rocca di Scandiano  es una copia caligráfica de aquella en cruz griega representada en las páginas del mismo tratado relativas a las diferentes formas de iglesias. En el mismo capítulo, Serlio también ilustra una iglesia de planta elíptica, que parece haber inspirado claramente la de iglesia de San Carlo en Ferrara.
A finales del siglo XVI comenzó la larga colaboración de Aleotti con la familia Bentivoglio, que se convirtió en el cliente más importante del arquitecto. Cornelio Bentivoglio, superintendente ducal de las fortificaciones, gran dignatario y embajador de la familia de Este en París, decidió acometer una serie de impresionantes obras de urbanismo y saneamiento en su feudo de Gualtieri. A partir de 1576 y hasta la primera década del siglo siguiente, Aleotti, con la colaboración de Antonio Vacchi, supervisó toda una serie de intervenciones, como el imponente Palazzo Bentivoglio, la gran plaza porticada, la torre cívica, la iglesia de sant'Andrea, probablemente concebida por el propio Cornelio Bentivoglio (el papel de diseño de Aleotti todavía es debatido por los estudiosos), así como ciertas obras para regular las aguas del río Secchia y del torrente Crostolo y de recuperar las tierras pantanosas circundantes.
Aleotti ya era conocido como escenógrafo teatral y por el montaje de aparatos y macchine que realizaba con motivo de festejos y celebraciones particulares, como la boda de Marco Pio di Savoia y Clelia Farnese en Sassuolo  en 1587, para la que Aleotti construyó un teatro con escenografía en forma de templo, inspirado en el Panteón de Roma, y cuyo escenario funcionaba como una especie de scatola magica (caja mágica) con imágenes, luces, sonidos y colores, y dinamizado por dispositivos mecánicos en movimiento. Sin embargo, una de las producciones teatrales más famosas del arquitecto ferrarés fue la creada en 1592 en Mantua para el Pastor fido de Gian Battista Guarini, quien lo consideraba uno de los mejores escenógrafos de la época.
En 1591 se dirigió a Roma en el séquito del duque Alfonso II de Este que intentaba obtener la renovación de la investidura de Ferrara, y regresó dos veces en 1600 enviado por la Comuna de Ferrara para presentar la solicitud de restauración de la navegación fluvial en el territorio ferrares. Durante el primero de esos viajes se detuvo en Florencia y Caprarola, entrando así en contacto con los centros de la cultura manierista. Esos viajes, por tanto, además de permitirle estudiar en directo la estructura del teatro antiguo en sus diversas expresiones, sin duda le llevaron a conocer las obras del que será uno de sus principales inspiradores, Jacopo Barozzi conocido como Vignola, quien además del Palazzo Farnese de Caprarola, ya había construido en Roma las iglesias de  iglesia de Sant'Andrea (1550) y Sant'Anna dei Palafrenieri en el Vaticano y la del Gesù. A esto, naturalmente, hay que añadir el conocimiento directo de las obras de otros arquitectos como  Michelangelo, Raffaello, Antonio da Sangallo, Vasari, Bramante. 
En un período de inactividad forzada debido a una enfermedad, se dedicó a estudiar tratados y a la traducción y edición impresa de  Gli artificiosi et curiosi moti spirituali de Erone Alessandrino (1589) Volvió a afrontar problemas de ingeniería militar ocupándose de las murallas de San Giacomo (1589-1597), que ampliaron el perímetro defensivo de la ciudad de Ferrara con el soterramiento de un tramo del cauce del río, y posteriormente, tras haber participado, sin éxito, en el concurso para el tempio della Madonna della Ghiara a Reggio Emilia en 1596, diseñó y construyó alrededor de 1597 el oratorio de Santa Maria della Rotonda, en Castel Tedaldo, que será demolido pocos años después durante la construcción de la fortaleza pontificia.
En 1598, tras la muerte de Alfonso II y del hecho de que el papa no reconociera la legitimidad de su heredero, su primo Cesare d'Este, se produjo la «devolución de Ferrara» al papado, y la corte Estense se trasladó a Módena junto con muchas familias nobles, hasta arquitectos, pintores y escultores que decidieron no abandonar a su señor. Aleotti, sin embargo, permaneció en Ferrara y en 1598 fue nombrado «Architetto della Regia Camera Apostolica» [Arquitecto de la Real Cámara Apostólica], en 1600 «Architetto pubblico del Comune» [Arquitecto Público del Municipio] y luego, en 1602, «Architetto della Fortezza di Ferrara» [Arquitecto de la Fortaleza de Ferrara].
Después de que la familia de Este abandonase la escena, Aleotti se encontró lidiando con un nuevo tipo de cliente y tuvo que someterse a las solicitudes del papa Clemente VIII. Los primeros trabajos se refieren a la restauración de la navegabilidad de algunos cursos de agua en la provincia, proyectos que se ilustran en el informe titulado Dell'interrimento del Po di Ferrara e divergenza delle sue acque nel ramo di Ficarolo, que Aleotti expuso en 1601 en una asamblea de cardenales presidida por Clemente VIII en una visita a la ciudad recientemente readquirida.
Un manuscrito, cuyo origen se remonta a 1581 y que se conserva en el Museo Británico, se adjuntó a una minuta del  Discorso sulla Atterratione del Po di Ferrara, y fue titulado  Dell'Architettura libro V. En esa obra, de la que se desconocen los demás volúmenes, Aleotti abordó problemas prácticos relacionados con confinamientos, servidumbres de paso, puertas y ventanas, cunetas, relaciones con edificaciones preexistentes, alcantarillas, acueductos y todas las leyes que regulaban la actividad edilicia. En la introducción, titulada Dove si tratta de le legi a l'architettore necessarie secondo la mente di Vitruvio [Donde se trata de las leyes para el arquitecto necesarias según la mente de Vitruvio], se encuentra expuesta una teoría que puede arrojar luz sobre los orígenes de los conceptos arquitectónicos de Aleotti. De hecho, el arquitecto afirma que Vitruvio  «considerase que es necesariamente por oficio que el buen arquitecto conoce las leyes que le pertenecen, como puede verse en el primer libro del mismo (...) aunque tiene otra opinión Leon Battista Alberti, arquitecto florentino, quien, aunque escribió muchas cosas pertinentes a la Arquitectura, sin embargo, hizo poco o ningún bien, como demuestran las obras que hizo y citadas por Giorgio Vasari pintor Arettino» , y continuaba argumentando que «quien considere bien los escritos de Leon Battista verá que el Arquitecto pensado por él es mucho más mecánico que el de Vitruvio, quien le inculca el grado sumo de excelencia». Aleotti también da una interesante explicación por haber elegido el idioma «vulgar» en gran parte de ese tratamiento de las leyes edilicias, generalmente presentadas en latín, diciendo que «los profesores de leyes tendrán que perdonarle si descubro en este idioma y aclaro en esta parte aquello que a los demás les cuesta sudar para saberlo: porque si tengo que hacer reglas por las un Arquitecto pueda ser óptimo y excelente, es necesario servirlo en este idioma, porque hoy los que estudian Arquitectura son los pintores o escultores o talladores de madera y personas similares, en su mayoría que no entienden la lengua latina». Con esto se puede entender que la arquitectura era para él una actividad eminentemente «práctica», lejos de las idealizaciones que, en cambio, marcaron la obra de tantos artistas renacentistas.

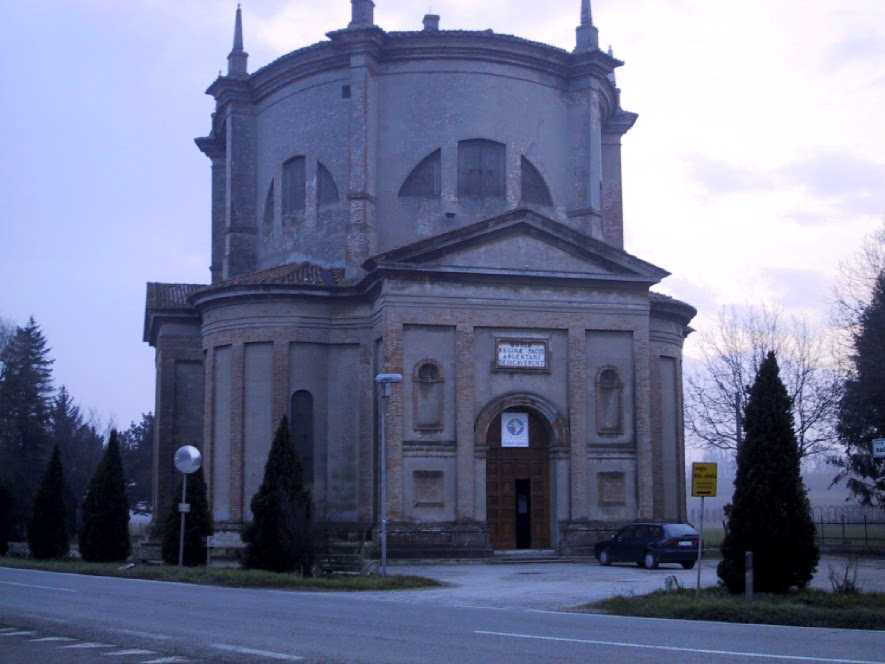
El santuario de la Celletta en Argenta antes de la restauración

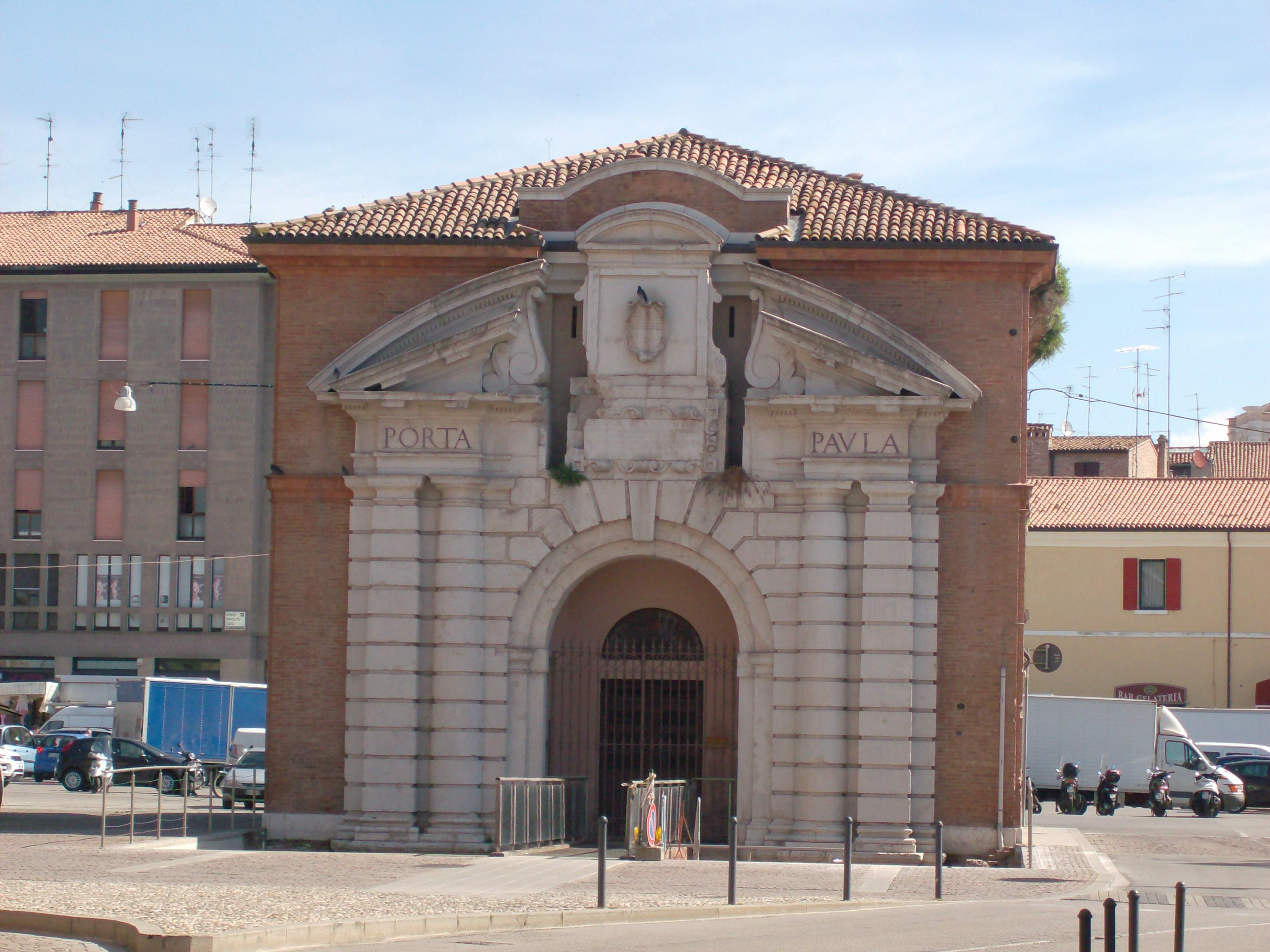
Porta Paola.

En los años siguientes Bentivoglio acometió el desecamiento entre el Tartaro y el Po (1608); diseñó el monumento funerario de Ludovico Ariosto  (1610) y la Porta Paola (1611), mientras supervisaba la finalización del Santuario de la Celletta en Argenta, diseñado por Marco Niccolò Balestri (1610). También construyó la iglesia de Santa Maria del Quartiere en Parma (1604-1609) junto con Giovan Battista Magnani, y la Torre del Reloj en Ferrara (1606-1607).

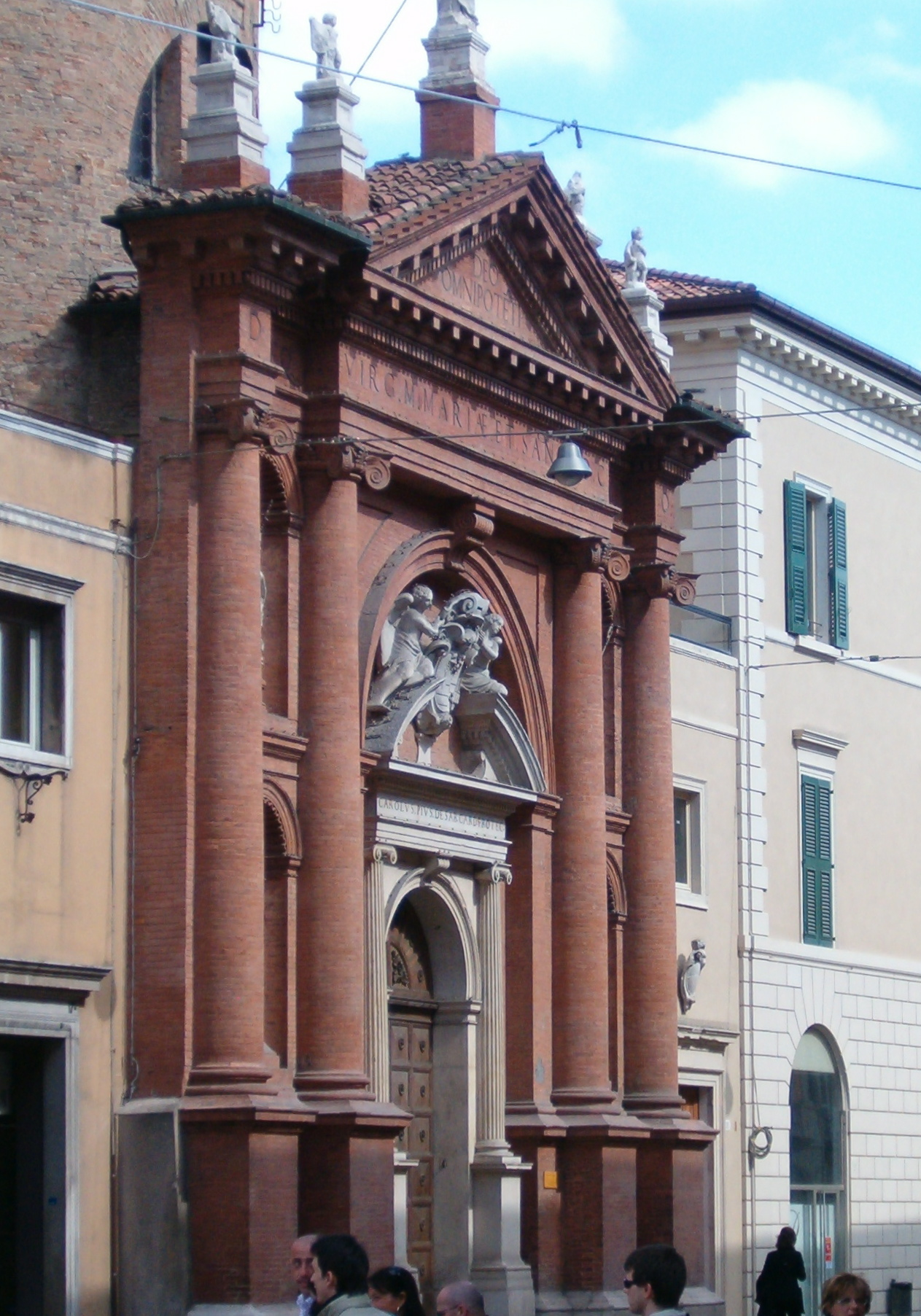
La fachada de la iglesia de San Carlo (1612-1623) en Ferrara.

Una de las obras principales de Aleotti en Ferrara es la iglesia de San Carlo  construida a partir de 1611. Una primera fuente de inspiración para su fachada parece ser la portada del volumen Delle Fortificationi, publicado en 1570 por Galasso Alghisi, que había sido su maestro y le había precedido en el cargo de «ingeniero ducal». En este diseño, de hecho, aparecen los mismos pares de columnas, en este caso dóricas, que contienen dos hornacinas superpuestas, y también están las cinco estatuas colocadas en el entablamento y sobre el frontón. Otros precedentes de la fachada de esta iglesia son sin duda algunas obras de Andrea Palladio (autor del que Aleotti ya conocía I Quattro Libri, tratado que, en el manuscrito titulado Delli Cinque Ordini di Architettura, comparaba con los de Vignola, Serlio y Scamozzi), especialmente las iglesias venecianas del Redentor, San Francesco della Vigna y de San Giorgio. De la basílica de San Giorgio Maggiore en Venecia, en particular, Aleotti retomó la parte central, con los altos pedestales y el orden gigante que sostiene el arquitrabe y el tímpano, pero no las dos alas laterales. De hecho, San Carlo, a diferencia de las iglesias palladianas de tres naves antes mencionadas, tiene una planta central, así como otras iglesias construidas por Aleotti, en particular la iglesia de Santa Maria del Quartiere en Parma y el santuario de la Celletta en Argenta. El interior tiene forma ovalada y las paredes están marcadas por ocho pares de columnas jónicas entre las que se encuentran cuatro grandes nichos con estatuas; un entablamento continuo horizontal unifica luego todo el espacio interior que está coronado por una bóveda ovalada.
Entre las empresas más exigentes de Aleotti se encuentra la construcción de la fortaleza de Ferrara, que el arquitecto completó en 1618 a partir de los proyectos iniciales de Marco Farnese y de Pompeo Targone. Tras un primer momento de fervor tras la nueva dominación papal en Ferrara, la actividad constructiva fue menguando y pronto decayó, tanto que Aleotti tuvo que aceptar encargos en Verona, Módena, Mirandola, Carpi, Piacenza y Parma.
Aleotti había creado anteriormente en Ferrara, junto a Enzo Bentivoglio, algunos teatros ahora desaparecidos como el Teatro Marfisa, el Teatro degli Intrepidi y el de la Sala Grande. Con el Teatro Farnesio de Parma el arquitecto, a partir de las aportaciones de los recientes modelos clasicistas palladianos y scamozzianos, elaboró una versión del amplio teatro de corte. Simplificó considerablemente la estructura y el aparato de la escena fijo, con una única e imponente abertura trabeada, más allá de la cual dispuso un amplio escenario. La solemne cavea, en forma de U algo alargada (un tipo destinado a tener gran fortuna en la Francia de los siglos XVII y XVIII, relegado a mediados del XVIII por soluciones céntricas más modernas), estaba concebido para ser utilizado tanto como platea para el público como espacio escénico para la realización de torneos y otros juegos. El Teatro Farnese puede considerarse su obra maestra por la connotación arquitectónica monumental de la gran sala de espectáculos, por la racionalidad de los sistemas técnicos, de las escenas móviles y de los espacios acondicionados para el escenario, por el equilibrio y coherencia de los integrantes y la decoración (aunque ciertas modificaciones y terminaciones se deban a intervenciones de Enzo Bentivoglio y Giovan Battista Magnani).
En las dos primeras décadas del siglo XVII trabajó en la gran ampliación de la fortaleza de Scandiano para el marqués Giulio Thiene, edificio que se convertiría en un imponente palacio con cuatro patios interiores, una gran iglesia y jardines. La muerte del marqués Giulio en 1619 y, después de tan sólo cuatro años, la del único heredero varón Octavio II, supuso la interrupción de las obras, quedando así el edificio inconcluso. La imponente fachada sur con la torre, los apartamentos nobles en el ala suroeste y la escalera monumental permanecen del diseño de Aleotti.

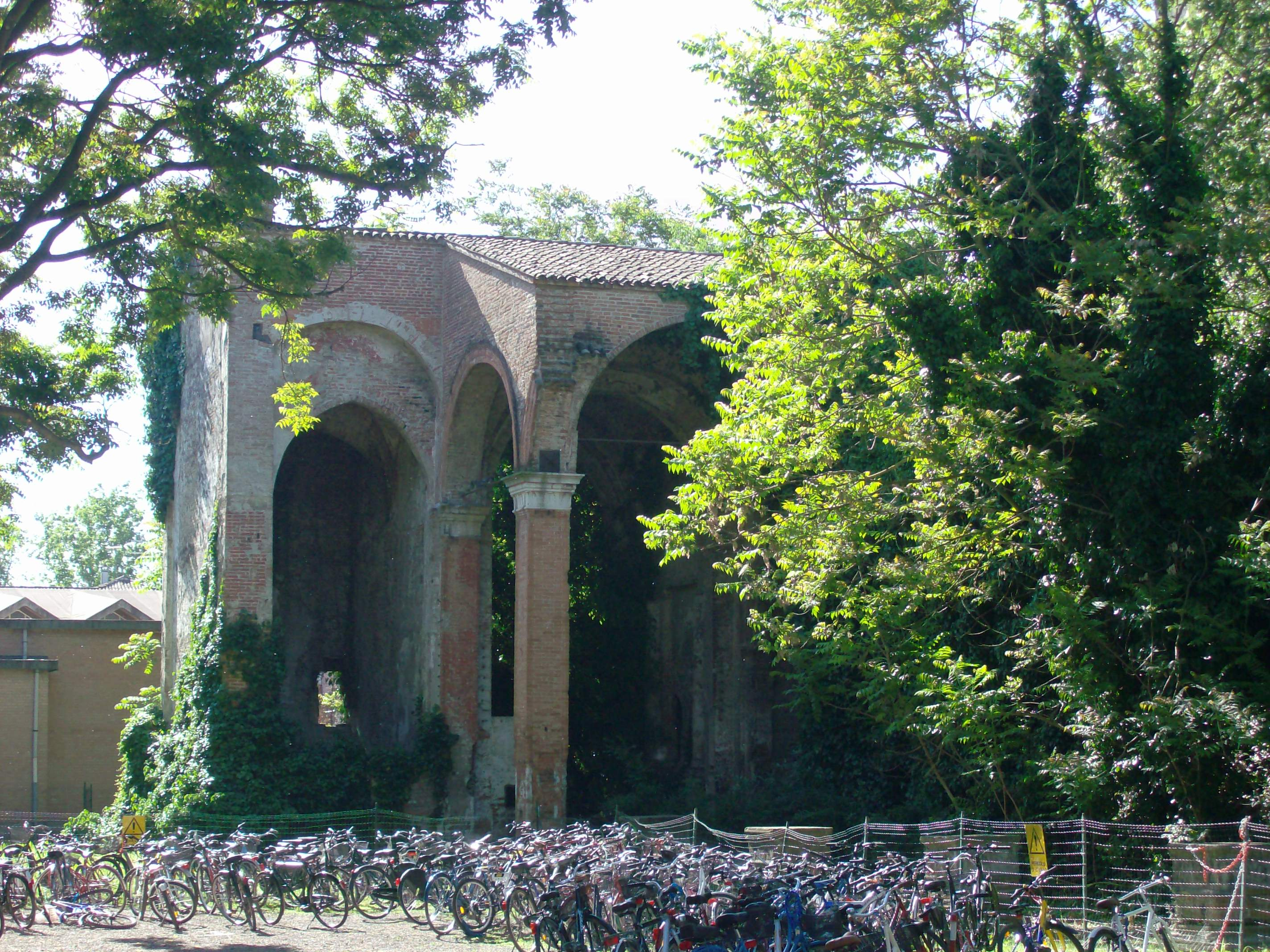
Restos de la iglesia y del monasterio de Sant'Andrea en Ferrara.

Giovan Battista Aleotti continuó su actividad como arquitecto y teórico hasta una edad muy avanzada. En 1632 revisó la Idrologia obra en la que había trabajado durante 38 años y que no pudo imprimir debido a la quiebra de los banqueros que depositaron la suma destinada a ella. En 1627, a la edad de más de ochenta años, realizó su última obra arquitectónica, la Capilla del Santísimo Sacramento en la  iglesia de Sant'Andrea en Ferrara —donde fue enterrado después de su muerte el 12 de diciembre de 1636—. La iglesia fue después destruida en 1867 y los restos de Aleotti fueron trasladados al santuario de Celletta, cerca de su ciudad natal de Argenta. Algunas de sus obras fueron completadas por su alumno Francesco Guitti.

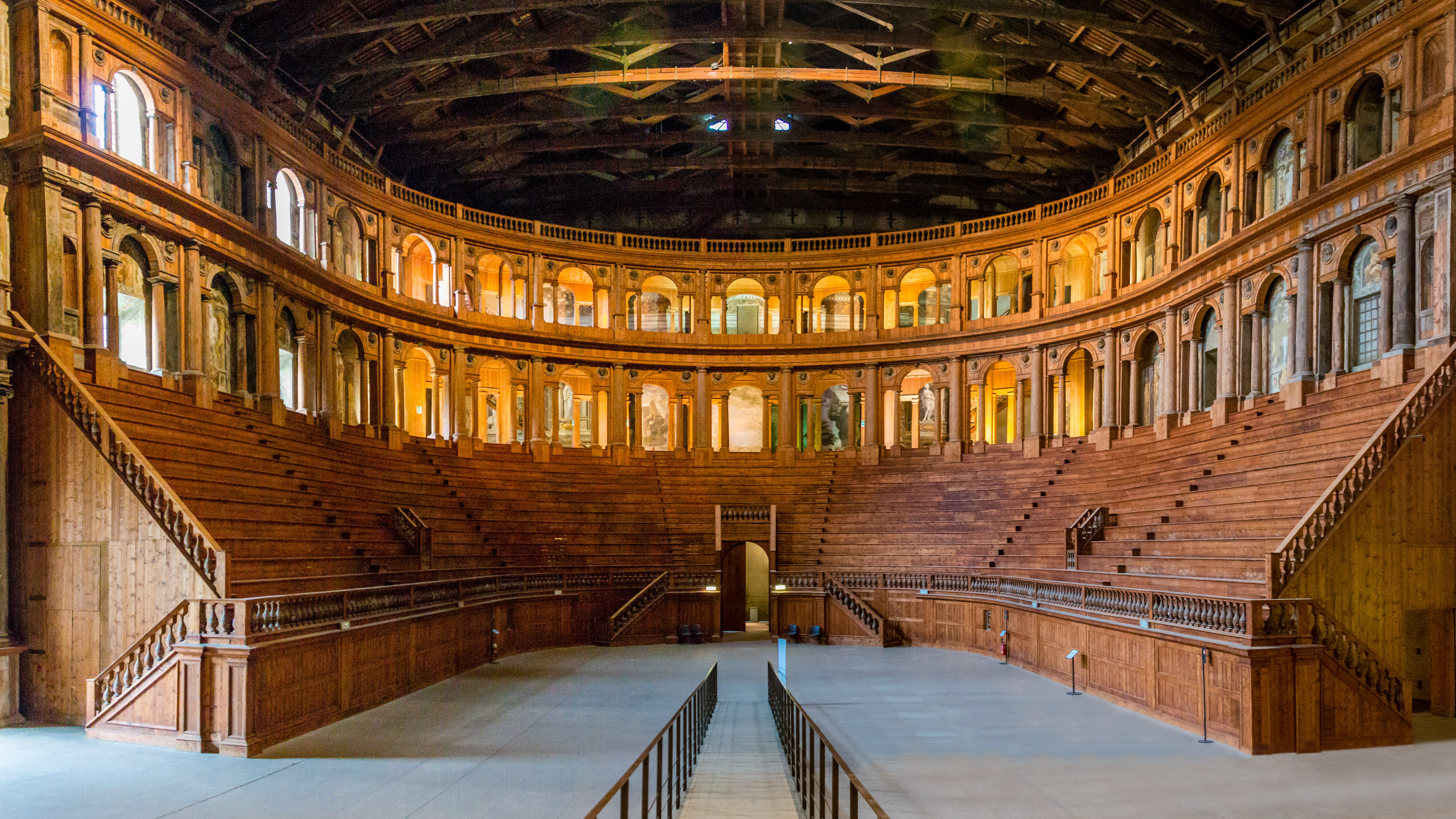
Teatro Farnesio en Parma (1618)
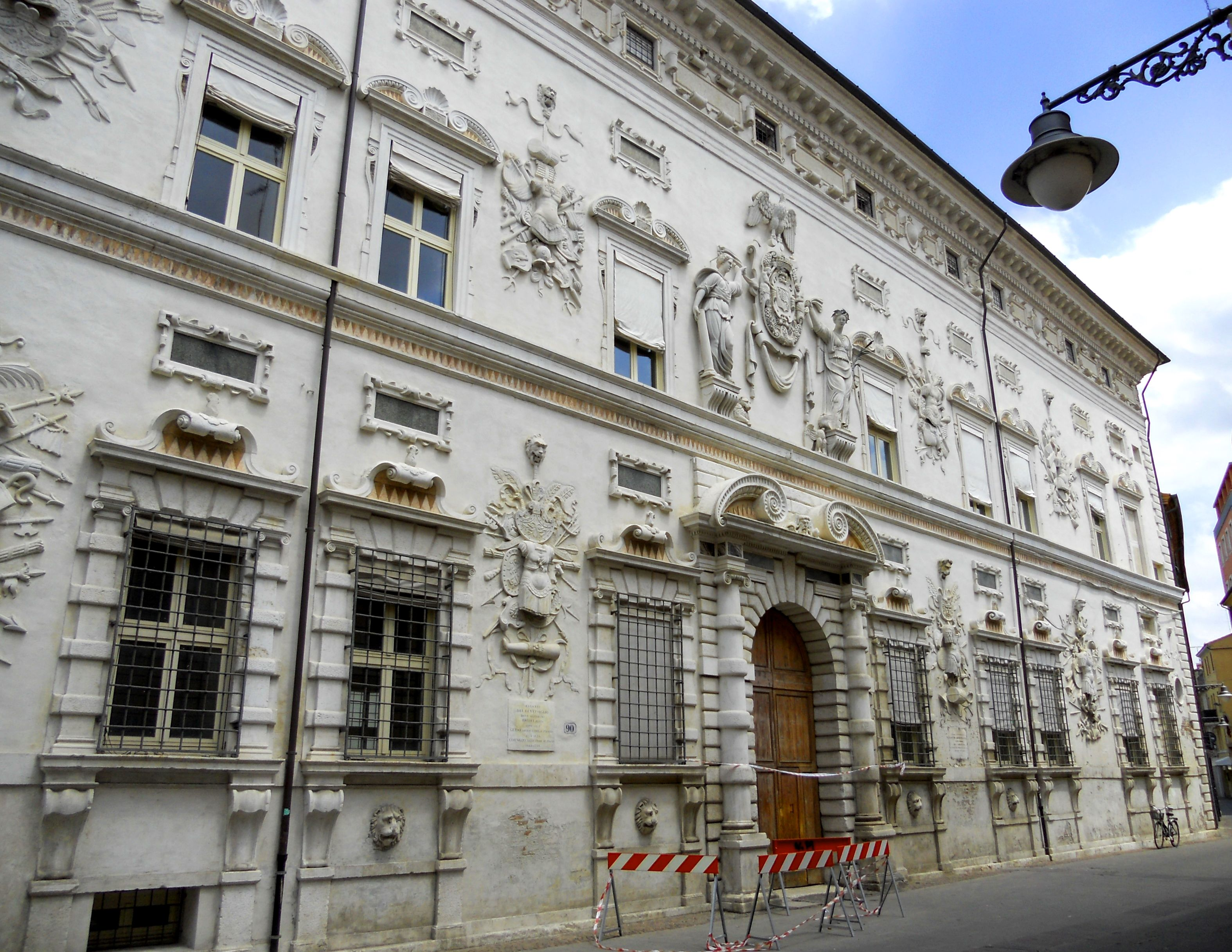
Palazzo Bentivoglio en Ferrara
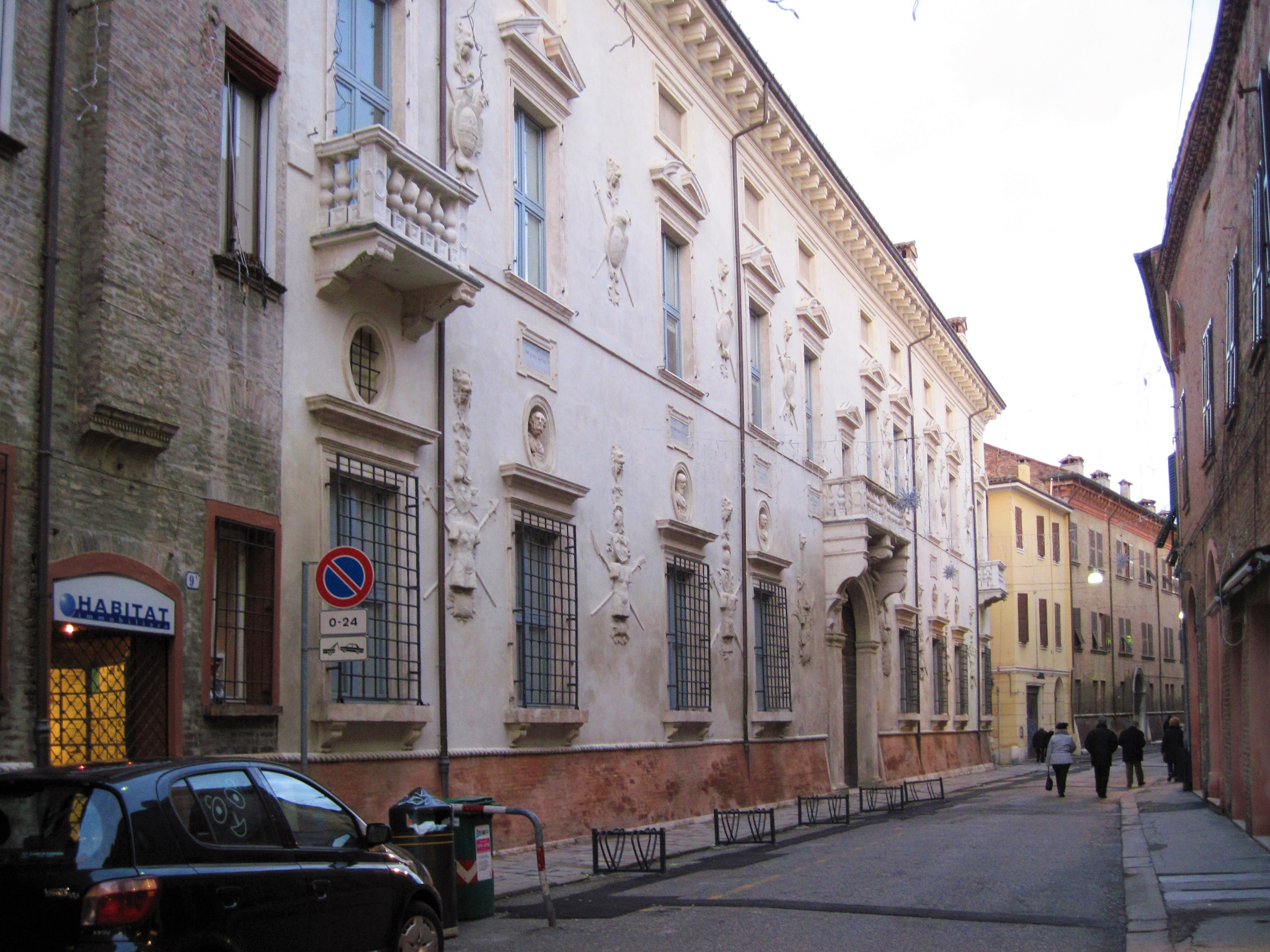
Palazzo Bevilacqua-Costabili en Ferrara
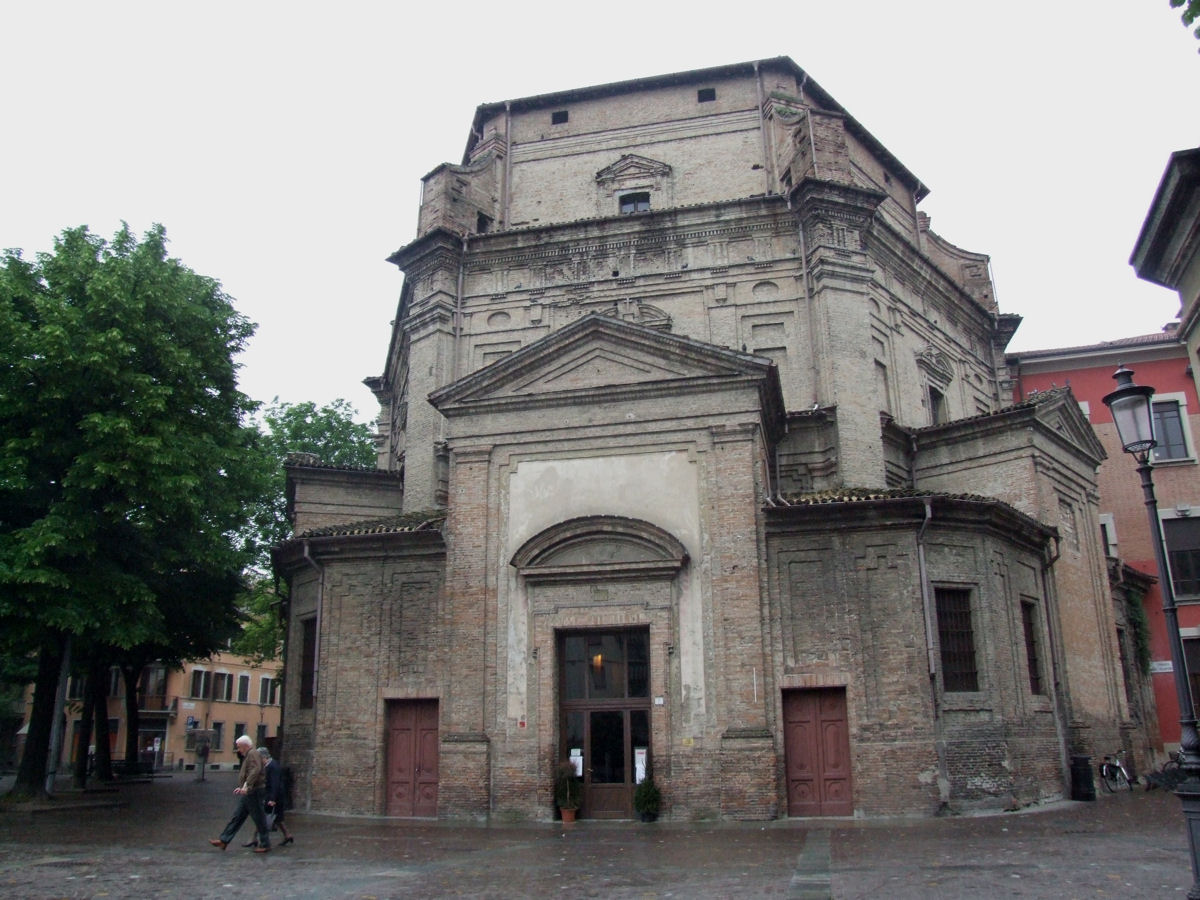
Iglesia de Santa Maria del Quartiere (1604-1619), Parma

## Giovanni Battista Aleotti a juicio de los historiadores
Las informaciones biográficas sobre Aleotti son todas reconstrucciones tardías, de hecho nadie se molestó en documentar su actividad mientras estaba vivo o en los años posteriores a su muerte. El escrito de referencia, además de los numerosos documentos de archivo, es el de Luigi Napoleone Cittadella.
Según el historiador y arquitecto italiano  Manfredo Tafuri Aleotti parece ser un arquitecto literalmente «manierista», en el sentido de que su investigación no parece ser «una confrontación  crítica, sino un abanico de posibles maniere y por tanto de posibles elecciones equivalentes». Bruno Adorni afirma que en Aleotti «su gran erudición y el espíritu enciclopédico» y el concepto aristotélico de «imitación, probablemente derivado de Palladio y del Barbaro, que lleva al extremo, sin embargo, al punto de convertirlo en sinónimo de «cita» golpea. Adorni prosigue afirmando que «precisamente por su espíritu ecléctico extremadamente disponible al menos en el contexto de una cultura académizante, me parece inexacto definir, como se ha hecho varias veces, a Aleotti un seguidor de Palladio. En realidad lo es en la medida en que también es seguidor de Serlio, Sanmicheli, Vignola, Alghisi».
También es de la misma opinión Vittorio Camerini, quien sostiene que en Aleotti «la tradición clasicista renacentista, el manierismo contrarreformista y el barroco del siglo XVII conviven en una forma artística que, según las peticiones del cliente o las solicitaciones ambientales, se orienta hacia uno u otro ideal estilístico» y además que «falta en él un verdadero y propio desarrollo formal, desde posiciones clasizantes a posiciones modernas y libremente innovadoras, pero es evidente la tendencia a expresarse al mismo tiempo en formas estilísticamente diferentes y a veces opuestas».
Un juicio más positivo lo da Anna Maria Matteucci quien, argumentando que Aleotti puede ser considerado el progenitor de los grandes arquitectos emilianos del siglo XVII, afirma que «se aplicó con extrema originalidad en los diversos campos de la edilicia civil, religiosa y militar, de la hidráulica y de la  balística, de la escenografía y la escenotécnica, compaginando siempre la actividad práctica con la teórica, tanto como para redactar tratados importantes en estos diversos sectores», y continúa describiendo una personalidad muy fuerte que «en sus orígenes supo asimilar las ideas de Palladio, Scamozzi y especialmente de Vignola, sin olvidar la tradición de Ferrara».
Finalmente, parece oportuno, como propone Adorni, «definir a Aleotti como un ecléctico, pero ciertamente ya no es el hombre universal del Renacimiento, sino el especialista en muchos campos: en hidrología, ingeniería militar, matemáticas, en la construcción de teatros, escenografía, etcétera», campos todos en los que la actividad de Aleotti se alternó e intensificó en las dos primeras décadas del siglo XVII, con la creación de numerosas obras, documentadas con precisión o atribuidas a él por varios estudiosos.